# Jakarta Open 1995
Il Jakarta Open 1995 è stato un torneo di tennis giocato sul cemento. È stata la 3ª edizione del Jakarta Open, che fa parte della categoria World Series nell'ambito dell'ATP Tour 1995.
Il torneo si è giocato a Giacarta in Indonesia dal 9 al 15 gennaio 1995.

## Campioni

### Singolare maschile
Paul Haarhuis ha battuto in finale  Radomír Vašek con il punteggio di 7–5, 7–5

### Doppio maschile
David Adams /  Andrej Ol'chovskij hanno battuto in finale  Ronald Agénor /  Shūzō Matsuoka con il punteggio di 7–5, 6–3